# يزيد الجميعة
يزيد عبد الله الجميعة لاعب كرة قدم سعودي، يلعب في الهجوم في نادي المجزل.

## مسيرة اللاعب
لعب في نادي الكوكب ونادي البكيرية ونادي الشعلة ونادي الصفا و نادي المجزل.